# Rongo
Rongo – miasto w Kenii, w hrabstwie Migori. Liczy 20,7 tys. mieszkańców (2019). 